# 珀诺勒
珀诺勒（法語：Penol，法語發音：[pənɔl]）是法国伊泽尔省的一个市镇，属于维埃纳区。

## 地理
珀诺勒（45°23'25"N, 5°11'27"E）面积12.16 平方千米，位于法国奥弗涅-罗讷-阿尔卑斯大区伊泽尔省，该省份为法国东南部内陆省份，北起顺时针与安省、萨瓦省、上阿尔卑斯省、德龙省、阿尔代什省、卢瓦尔省和罗讷省。
与珀诺勒接壤的市镇（或旧市镇、城区）包括：萨尔迪约、托迪尔、博福尔、博雪、马尔西约勒、帕热、奥尔纳雪-巴尔班。

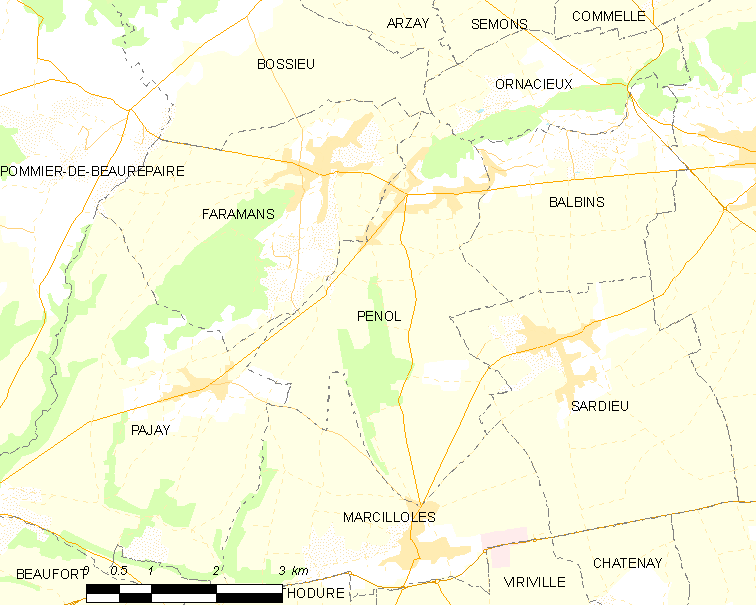
珀诺勒的OSM定位图

珀诺勒的时区为UTC+01:00、UTC+02:00（夏令时）。

## 行政
珀诺勒的邮政编码为38260，INSEE市镇编码为38300。

## 政治
珀诺勒所属的省级选区为比耶夫尔县。

## 人口

1962-2008年间珀诺勒人口变化图示

珀诺勒于2022年1月1日时的人口数量为377人。